# پوئنت دو چزری
پوئنت دو چزری (به لاتین: Pointe de Chésery) یک کوه در سوئیس است که در کانتون وله واقع شده‌است. پوئنت دو چزری ۲٬۲۴۹ متر بالاتر از سطح دریا واقع شده‌است.